# 이광식 (1690년)
이광식(李光湜, 1690년 ~ 1754년)은 조선 후기의 문신이다. 본관은 평창(平昌)이고 자는 원백(源伯). 음서로 관직에 올라 통덕랑(通德郞)으로 재직 중 1717년(숙종 43) 식년문과에 급제하여 중앙관을 두루 거쳤다. 이후 평안도 가도사, 성균관 사예를 거쳐 1726년(영조 2) 온양군수로 재직할 때, 주민의 민가를 헐어 친구가 장지(葬地)를 만드는 것을 사사로이 도와준 죄로 박칠정의 탄핵을 받고 파직되었다. 1733년(영조 9) 사헌부장령, 이듬해 사간원 정언이 되고 양사에서 주로 활동하였다. 1743년 사헌부집의가 되었다.

## 생애

### 초기 활동
안산 출신으로 그의 선대는 인천에서 살았다. 고조할아버지는 이숙(李琡)이고, 증조할아버지는 진용교위(進勇校尉) 세자익위사익찬(世子翊衛司翊贊) 이창환(李昌煥)이며, 할아버지는 성균관생원 이경(李坰)이고, 아버지는 통덕랑, 좌랑과 현감을 지낸 이태석(李泰錫)이며, 어머니는 파평윤씨(坡平尹氏)로 생원 윤해수(尹海壽)의 딸이다. 동생 이광직과 이광익 역시 문과 급제자였다. 할머니 전주이씨는 가평부정 이징(加平副正 李澄)의 증손자인 이유일(李惟一)의 딸이다.
아버지 이태석은 사마방목의 생원시 입격 기록에 의하면 인천(仁川) 출신이었다. 그러나 어느 시점에 가서 안산으로 이주하여 생활했다. 아버지 이태석은 조수(趙琇)의 딸과 결혼했으나 일찍 사망하여 다시 생원 윤해수의 딸 파평윤씨와 재혼하여 그와 동생들이 태어났다. 부인은 김석경(金錫慶)의 딸이다.
음서로 관직에 올라 통덕랑(通德郞)으로 재직 중 1717년(숙종 43) 식년문과에서 병과로 급제하여 중앙의 여러 참하관에 임명되었다. 1725년(영조 1) 평안도 가도사(平安道假都事)가 되고 그해 6월 1일 영변 등의 고을에 큰 화재사건이 발생한 것을 임금에게 보고하였다. 그해 6월 19일 성균관사예가 되어 중앙에 돌아왔다가, 1725년 온양군수(溫陽郡守)로 발령되었다.
온양군수에 재직하던 1726년(영조 2) 백성의 촌가(村家)를 헐어 자기 친구의 장지(葬地)를 만드는 것을 도와준 죄로 장령(掌令) 박필정(朴弼正)의 탄핵을 받고 그해 3월 25일 파직되었다. 3월 26일 박필정은 그가 '본성이 사납고 처신이 지저분하여, 뇌물을 두둑이 챙겼다는 비난이 이미 인근 지역까지 퍼졌고 백성을 못살게 구는 일이 혹시 닥치지 않을까 두려워하고 있다'고 탄핵하였다. 1727년 7월에는 영조가 기우제를 지낼 때, 문관으로써 군직에 특별 임명되어 종묘 기우제의 제관으로 참여하였다.
1733년 그의 두 동생 이광직(李光溭)과 이광익(李光瀷)이 동방으로 과거에 급제하였다.

### 간관 생활
1732년(영조 8) 사헌부장령에 제수되었고, 그해 10월 병마절도사 이수량(李遂良)이 늙고 무능하며 금산 군수(金山郡守) 이보춘(李普春) 등은 권력을 이용하여 백성들의 재물과 쌀을 빼앗았다고 탄핵했지만 영조가 듣지 않았다.
1733년(영조 9) 9월 사헌부장령에 다시 제수되었고, 1734년 1월에는 경상우병사(慶尙右兵使) 신덕하(申德夏), 용인 현령(龍仁縣令) 유겸명(柳謙明) 등을 논계하여 파직시켰다. 그해 5월 4일 사간원정언이 되었다. 1734년 5월 사간원정언으로 재직 시 이조판서 김취로(金取魯)를 논척하였다. 1734년에는 같은 정언 남태재를 논핵했으며, 이때 한 명의 재상(宰相)을 논핵하는 것이 이것이 무슨 큰 죄가 되겠습니까?라는 발언이 문제시되기도 했으나 영조가 무마시켰다. 이때 그가 이조판서 김취로를 논척한 일로 시독관(侍讀官) 유최기(兪最基) 등에게 공격을 당하기도 했다.
1734년(영조 10년) 4월 정언 남태제가 영의정 심수현(沈壽賢)을 논핵했다가 체직되고, 진도군수로 전보조치되었다. 그해 5월에 이광식은 남태제 인사발령의 부당함을 극력 변호했지만 받아들여지지 않았다
1735년 1월 사간원사간에 임명되었다. 그 이후 오랫동안 사간원헌납과 사헌부장령에 주로 번갈아가며 반복해서 임명되었다. 1743년(영조 19) 사헌부집의에 제수되고, 이듬해부터 사간원사간과 사헌부집의에 여러 차례 번갈아가며 반복 제수되었다.
1745년(영조 21) 사헌부집의로 재직 중 그해 3월 20일 당시 지방관인 전라도관찰사 정형복(鄭亨復), 익산군수 김필우(金必祐), 강령현감 조봉인(趙鳳仁) 등이 백성을 잘못 다스리고 정사를 제대로 살피지 못했다는 이유로 탄핵, 논척하였다. 이에 영조는 전라감사 정형복만 해임시키고 나머지는 좀더 조사하도록 명하였다. 같은 해 10월 영조에 대한 반감을 품은 이덕제(李德濟)와 망측한 말을 한 윤광주(尹光周) 등이 역심을 품었는데도 이들을 탄핵하지 않고 묵묵히 있었다는 죄로 다른 대신들 및 대관(臺官)들과 함께 논핵당하고, 10월 8일 왕명으로 귀양갔다가 이듬해 석방되었다.
1746년(영조 22) 5월 6일 사간원사간으로 복귀하였다. 이후 주로 사간원사간과 사헌부집의 등에 번갈아 반복 제수되어 간관으로 주로 활동하였다.

## 같이 보기
- 이태석
- 남태재

## 참고 문헌
- 영조실록, 승정원일기, 국조방목